# Investor-state dispute settlement
Das mit dem englischen Begriff bezeichnete Investor-state dispute settlement (ISDS; deutsch Investor-Staat-Streitbeilegung) ist ein Instrument des internationalen Rechts. ISDS erlaubt es einem ausländischen Investor gegen einen Staat, in dem er investiert hat, ein Streitbeilegungsverfahren anzustoßen, wenn er seine nach internationalem öffentlichem Recht garantierten Rechte verletzt sieht. In der Regel handelt es sich dabei um Schiedsverfahren, weswegen häufig der Begriff „Investitionsschiedsverfahren“ verwendet wird. Voraussetzung für ISDS ist, dass der Gastgeberstaat seine Zustimmung erteilt hat. Viele bilaterale Investitionsschutzabkommen sehen ISDS vor, ebenso wie NAFTA, der Vertrag über die Energiecharta und die aktuellen Entwürfe zu TTIP, CETA und TPP. Der Europäische Gerichtshof stellt die Vereinbarkeit von Schiedklauseln in Investitionsschutzabkommen mit EU-Recht grundsätzlich infrage.

## Zweck
Bei Ansprüchen ausländischer Investoren an einen Gastgeberstaat kommen verschiedene Wege der Geltendmachung infrage. Dazu gehören der innerstaatliche Rechtsweg im Gaststaat, die Gerichte dritter Staaten oder des Heimatstaates des Investors oder das diplomatische Schutzrecht. Oft ist für die Unternehmen keiner dieser Wege befriedigend: Die an die örtlichen Gesetze gebundenen Gerichte im Gastgeberstaat bieten möglicherweise keinen effektiven Rechtsschutz, die Gerichte anderer Staaten sind oft nicht international zuständig. Zudem scheitern Klagen dort häufig an der Immunität der Gastgeberstaaten für hoheitliche Maßnahmen. Die Ausübung des diplomatischen Schutzrechts ist an hohe Anforderungen geknüpft, die Investoren oft nicht erfüllen können.
Der unmittelbare Zugang zu Investitionsschiedsgerichten ist daher heute der wichtigste und effektivste Weg der Rechtsdurchsetzung für Investitionsstreitigkeiten. ISDS wird insbesondere als Maßnahme zur Förderung ausländischer Direktinvestitionen gesehen. Ob das Instrument diesen Zweck erfüllt, ist jedoch umstritten.

## Entwicklung

### Geschichte
Frühe bilaterale Investitionsschutzabkommen enthielten nur Schiedsklauseln für Streitigkeiten zwischen den Vertragsstaaten. Das erste Abkommen, das auch Investoren eine Schiedsklage ermöglichte, wurde 1968 zwischen Indonesien und den Niederlanden geschlossen. Das 1969 geschlossene Abkommen zwischen dem Tschad und Italien enthielt die erste Klausel, mit der die beteiligten Staaten ihre uneingeschränkte Zustimmung zur Lösung von Streitigkeiten mit Investoren in einem Schiedsverfahren gaben.
Bis in die späten 1980er Jahre wurden nur sehr wenige Investitionsschiedsverfahren bekannt. Seit den 1990er Jahren hat die Anzahl von Investitionsstreitfällen nach den Zahlen der Konferenz der Vereinten Nationen für Handel und Entwicklung (UNCTAD) stark zugenommen. Neben den bekannten Fällen gibt es auch eine unbekannte Dunkelziffer, da je nach der Rechtsgrundlage für das Verfahren gegebenenfalls keine Veröffentlichungspflicht besteht.
Die UNCTAD zählte bis 2013 insgesamt 274 abgeschlossenen Investitionsschiedsverfahren, von denen 31 % zugunsten des klagenden Investors und 43 % zugunsten des beklagten Staates entschieden wurden. In den verbleibenden 26 % der Verfahren einigten sich die Parteien. 85 % aller bekannten Klagen wurden von Investoren aus entwickelten Staaten erhoben (53 % aus der EU, 22 % aus den USA); etwa dreiviertel der Klagen richteten sich gegen Entwicklungs- und Schwellenländer.
Am 30. März 2024 verließ die EU die Energy  Treaty (ECT). Die wurde oft verwendet, um Investitionen in Fossil Fuels durchzusetzen.

### Kritische Deutung
Nach Mattias Kumm entstanden Investitionsschiedsgerichte in post-kolonialistischen Verhältnissen zwischen Industriestaaten und Zielstaaten unter den Entwicklungsländern und in einer Zeit, als Entwicklungsländer Schauplatz von Auseinandersetzungen des Kalten Kriegs waren.
Als einen Grund für die Einführung von ISDS sieht Kumm das gleichlaufende Interesse zwischen den Kapitalgebern in den Industriestaaten und den Eliten in den Entwicklungsländern an der Kapitaleinfuhr. Weltbank und Internationaler Währungsfonds hätten Druck auf die Entwicklungsländer ausgeübt, für Investitionen aus Industriestaaten attraktiv zu sein. Selbst wenn die Eliten der Zielstaaten kein Interesse an der Entwicklung ihrer Staaten gehabt hätten, seien sie doch daran interessiert gewesen, Staatseinnahmen in Form von Steuern und Lizenzzahlungen zu erzielen, um sich selbst zu bereichern oder Unterstützung im eigenen Land kaufen zu können.
Investitionsschutzklauseln zwischen Industriestaaten sind für Kumm aus dem postkolonialen Setting der ursprünglichen Beziehungen zu Entwicklungsländern erklärbar. Die Kolonialmacht sei hier nicht mehr ein Staat, sondern vielmehr das Kapitalinteresse, das den Staaten gegenübersteht.

## Institutionelle Unterstützung
Wichtigste Institution, die Infrastruktur und Regeln für Investitionsschiedsverfahren zur Verfügung stellt, ist das Internationale Zentrum zur Beilegung von Investitionsstreitigkeiten (ICSID) der Weltbankgruppe in Washington. Relevante Schiedsinstitutionen für Investmentstreitigkeiten sind daneben die Internationale Handelskammer (ICC), die Stockholmer Handelskammer (SCC), der London Court of International Arbitration (LCIA) und der Ständige Schiedsgerichtshof. Investitionsschiedsverfahren ohne institutionelle Unterstützung folgen häufig den UNCITRAL-Schiedsregeln.

## Kritik

### Einschränkung nationaler Souveränität
Kritiker sehen durch Investitionsschiedsverfahren die nationale Souveränität bedroht, da ausländischen Investoren die Möglichkeit gegeben werde, durch die Drohung mit Schadensersatzforderungen Einfluss auf die Rechtssetzung und Verwaltungspraxis eines Landes auszuüben. Die Politik könne aus Furcht vor Schadensersatzklagen vor internationalen Schiedsgerichten wegen z. B. entgangener Gewinne die Verabschiedung eigentlich politisch gewollter Gesetze vermeiden. Man spricht von einer „Abschreckung von Demokratien“ („Chilling effect“ oder „Regulatory Chill“), wobei die Begrifflichkeiten nicht klar definiert sind. So sehen einige Beobachter die Androhung von Investitionsschiedsverfahren gegen Staaten, die ihre Tabakregulierung verschärfen wollen, als Versuch an, demokratisch gewollte Gesetzgebung zu unterbinden.
Nach der Gegenansicht lassen die Entscheidungen von Investitionsschiedsgerichten im Allgemeinen ausreichend Raum für angemessene und nicht-diskriminierende Gesetzgebung und Regulierung. Zudem hätten sich Staaten freiwillig der Investitionsschiedsgerichtsbarkeit unterworfen, ihre Souveränität sei damit nicht betroffen. Dass gemachte Versprechen den zukünftigen Handlungsspielraum einschränken, sei eine wesentliche Eigenschaft von Rechtsstaaten.

### Unklare Kriterien für Rechtsverletzung
Kritisiert wird auch, dass Definitionen der Investorenrechte in Investitionsschutzabkommen zu unscharf seien und damit uneinheitliche oder willkürliche Entscheidungen der Schiedsgerichte ermöglichten.

### „Treaty Shopping“
Viele Investitionsschutzabkommen verwenden eine weite Definition der Nationalität geschützter Investoren. Das ermöglicht Unternehmen durch Gründung einer Tochter in einem der Vertragsstaaten, Ansprüche aus einem Investitionsschutzabkommen geltend zu machen, obwohl das Unternehmen eigentlich aus einem anderen Land ohne oder mit einem weniger günstigen Abkommen mit dem Gastgeberstaat kommt. Dazu kann unter Umständen schon eine reine Briefkastenfirma genügen.
Treaty Shopping kann es Investoren auch ermöglichen, gegenüber ihrem eigenen Herkunftsstaat Investitionsschutzansprüche geltend zu machen. So verklagte Philip Morris das Land Australien auf Schadensersatz wegen dort eingeführter Gesetze zum Nichtraucherschutz über eine Tochter mit Sitz in Hongkong, die erst zehn Monate nach Ankündigung der Nichtraucherschutzgesetze Anteile am australischen Ableger von Philip Morris erworben hatte. So konnte der Tabakproduzent sich auf das bilaterale Investitionsschutzabkommen zwischen Australien und Hongkong berufen. Im Dezember 2015 entschied das Schiedsgericht gegen Philip Morris, da es die Verwendung des Abkommens mit Hongkong als Rechtsmissbrauch betrachtete.

### Diskriminierung von Inländern
In der Einräumung eines weiteren Rechtswegs nur für ausländische Investoren wird eine Ungleichbehandlung zum Nachteil von Inländern gesehen, die für ihre Investitionen bei einer sich ändernden Rechtslage gegebenenfalls keine vergleichbare Handhabe gegen ihre Regierungen haben.

### Fehlende Transparenz
Investitions-Schiedsgerichte arbeiten teilweise weitgehend unter Ausschluss der Öffentlichkeit. Während Vertraulichkeit in Schiedsverfahren zwischen Privaten großen Stellenwert genießt, stößt sie bei Beteiligung von Staaten auf Bedenken, da in Investor-Staat-Verfahren stets öffentliche Interessen betroffen sind. Befürworter verweisen allerdings darauf, dass Investitionsschiedsverfahren in vielen Fällen transparenter sind als Verfahren vor staatlichen Gerichten. So sind die Schriftsätze der Parteien sowie die Beschlüsse und Schiedssprüche des Schiedsgerichts für zahlreiche, insbesondere jüngere Verfahren online verfügbar.
Nach Art. 48 Abs. 4 der ICSID Arbitration Rules müssen Schiedssprüche zumindest in Auszügen veröffentlicht werden. Die Veröffentlichung erfolgt online. Auch sieht der Modellvertrag für US-amerikanische bilaterale Investitionsabkommen seit 2004 in Art. 29 eine weitestgehende Öffentlichkeit sämtlicher Verfahrensunterlagen und die Möglichkeit vor, Amicus-Curiae-Schriftsätze einzubringen.
2013 veröffentlichte die UNCITRAL Regeln zur Transparenz bei Investor-Staat-Schiedsverfahren. Danach müssen der gesamte Schiedsspruch und alle verfahrensrelevanten Dokumente wie die Schriftsätze der Parteien, Verhandlungsprotokolle und Beschlüsse veröffentlicht werden (Art. 3 der Regeln). UNCITRAL führt dafür ein Online-Register. Die Regeln sind nicht bindend, sondern nur anwendbar, wenn das im entsprechenden Investitionsschutzabkommen so vorgesehen ist, oder wenn die Parteien eines Investitionsrechtsstreits sich darauf einigen. Um die Anwendung der Regeln im möglichst vielen Fällen sicherzustellen, verabschiedete die UN-Hauptversammlung Ende 2014 eine Konvention zur Transparenz in Investor-Staat-Schiedsverfahren (Mauritius-Konvention), die seit März 2015 ratifiziert werden kann. Mit ihr werden die UNCITRAL-Transparenzregeln auf bereits bestehende Investitionsschutzverträge erstreckt. Voraussetzung ist, dass der beklagte Staat die Mauritius-Konvention ratifiziert hat und der Investor einem Staat angehört, der ebenfalls an die Mauritius-Konvention gebunden ist. Die Anwendbarkeit der Regeln ist auch in dem im September 2014 veröffentlichten Entwurf des Freihandelsabkommens zwischen der EU und Kanada vorgesehen.

### Fehlender Instanzenzug
Weiterhin wird kritisiert, dass Schiedssprüche z. B. im ICSID-Verfahren völkerrechtlich bindend sind, ohne dass eine weitere Schiedsinstanz oder eine Überprüfung durch nationale Gerichte vorgesehen sind. Die fehlende zweite Instanz sei auch ein Grund für die teilweise uneinheitliche Auslegung von Investitionsschutzabkommen.
Befürworter des aktuellen Systems weisen darauf hin, dass Investitionsschiedsgerichte Investoren gerade die Durchsetzung von Rechten ohne Einschaltung der nationalen Gerichte des Gaststaates ermöglichen sollen, was durch eine staatliche Überprüfungsinstanz konterkariert würde. Die ICSID hat zudem ein „Annulment Committee“, das Schiedssprüche annullieren kann, die unter Verletzung des rechtlichen Gehörs zustande gekommen sind (ein Maßstab, der allerdings als zu eng aufgefasst wird, um Fehlurteile zuverlässig korrigieren zu können). Schiedssprüche aus Verfahren, die nicht unter die ICSID-Konvention fallen, können nach dem Recht des Schiedsortes von staatlichen Gerichten aufgehoben werden. Sie müssen außerdem nach der New Yorker Konvention für vollstreckbar erklärt werden, was ebenfalls eine Überprüfung durch staatliche Gerichte ermöglicht.

### Fehlende strukturelle Unabhängigkeit der Schiedsrichter
Anders als staatliche Richter genießen die Schiedsrichter, die in Investitionsschiedsverfahren tätig werden, keine Bestellung auf Lebenszeit. Ihr Arbeitsaufkommen und damit ihre Bezahlung ist vielmehr von der Menge an Fällen abhängig, die vor ein Investitionsschiedsgericht gebracht werden. Da nur Investoren, nicht aber Staaten, Investitionsschiedsverfahren anstoßen können, haben die Schiedsrichter daher einen Anreiz, Investorenrechte großzügig auszulegen, um zusätzliche Klagen zu motivieren. Das Problem wird dadurch verschärft, dass Schiedsrichter häufig auch als Parteivertreter in Investitionsschiedsverfahren tätig sind und so von einem generellen Wachstum der Investitionsschiedsgerichtsbarkeit doppelt profitieren.
Dagegen wird eingewandt, Schiedsrichter müssten sowohl ihre eigene Reputation wahren, um wieder benannt zu werden, als auch die der Investitionsschiedsgerichtsbarkeit insgesamt, um zu vermeiden, dass Staaten sich aus ihr zurückziehen. Zudem gäbe es keine Alternative: Eine Organisation, die unabhängige, fest angestellte Richter für internationale Konflikte zur Verfügung stellen könnte, existiere nicht.

### Position der EU-Kommission
Auch die EU, der seit 1. September 2009 für bilaterale Investitionsabkommen und Investitionsschutzabkommen die alleinige Kompetenz zusteht, hat sich den Transparenz-Gedanken und die Besorgnis um den „policy space“ zu Eigen gemacht: EU-Handelskommissar Karel De Gucht versicherte 2013 mit Blick auf die TTIP-Verhandlungen:
- EU-Investitionsvereinbarungen werden ausdrücklich festhalten, dass sie legitime Regierungspolitik nicht aushebeln können.
- Die EU-Kommission werde energisch gegen Unternehmen vorgehen, die juristische Schlupflöcher nutzen, um rechtsmissbräuchliche Klagen gegen Regierungen zu konstruieren.
- Die EU-Kommission werde die Investitionsverfahren der öffentlichen Überprüfung zugänglich machen.
- Die EU-Kommission werde jegliche Interessenkonflikte ausmerzen; die Schiedsrichter in EU-Fällen müssen außerhalb jeglichen Verdachts stehen.

### Position des Europäischen Gerichtshofs
Der Europäische Gerichtshof (EuGH) hat den Weg für ein Veto-Recht nationaler Parlamente gegen Freihandelsabkommen der EU geebnet. Die Richter in Luxemburg entschieden am 16. Mai 2017, dass Verträge wie der mit Singapur nicht in die alleinige Zuständigkeit der EU-Institutionen fallen. Als Grund für seine Entscheidung führte der EuGH geplante Regeln zur Streitbeilegung zwischen Staaten und Investoren auf. Bestimmungen, die Streitigkeiten der gerichtlichen Zuständigkeit der Mitgliedstaaten entziehen, könnten nicht ohne deren Einverständnis eingeführt werden, urteilte der Gerichtshof. Zudem lägen auch Bestimmungen zu Auslandsinvestitionen nicht in ausschließlicher Zuständigkeit der EU-Institutionen.

### Verhinderung von effektiver Klimapolitik
ISDS-Schiedsgerichtsverfahren werden vermehrt dazu genutzt, Entschädigungszahlungen und Aufhebungen nationaler Klimaschutzmaßnahmen zu erstreiten. Kritiker wie Powershift und das Transnational Institute sehen dahinter eine gezielte Strategie, lokale Vorreiterpositionen gegen Klimafolgen wiederholt durch Klagen aus anderen Ländern in Frage zu stellen.

## Aktuelle Diskussionen

### Investitionsschiedsverfahren in Freihandelsabkommen mit EU-Beteiligung
Anlässlich des geplanten Kanada-EU-Handelsabkommen Comprehensive Economic and Trade Agreement (CETA) und der US-amerikanisch-europäischen Transatlantischen Investitionspartnerschaft (TTIP), deren Entwürfe ISDS-Verfahren vorsehen, kam es zu breiter öffentlicher Kritik an Investitionsschiedsverfahren im Allgemeinen und gegen Staaten mit entwickelten Rechtssystemen im Besonderen. Viele europäische Politiker und Aktivisten erklärten, Investitionsschutz seien sowohl in CETA als auch in TTIP nicht erforderlich, da die staatliche Justiz der beteiligten Staaten ausreichenden Rechtsschutz biete. Der Europäische Gerichtshof erklärte hierzu im März 2018, dass eine Investor-Staat-Schiedsbestimmung in einem Investitionsschutzabkommen, welches zwischen zwei Mitgliedstaaten geschlossen wurde, die Autonomie des Unionsrechts beeinträchtigt und stellt zudem die Vereinbarkeit von Schiedklauseln in Investitionsschutzabkommen mit EU-Recht grundsätzlich infrage.

### Einrichtung eines Internationalen Investitionsgerichtshofes
Ein Reformvorschlag, der über die Verbesserung einzelner Elemente der Investitionsschiedsgerichtsbarkeit hinausgeht, ist die Einrichtung eines ständigen internationalen Investitionsgerichtshofes. Durch auf Lebenszeit ernannte Richter soll das Vertrauen in die Unabhängigkeit und Unparteilichkeit gegenüber Schiedsgerichten sichergestellt werden. Der Vorschlag wurde im Februar 2015 in einem Beschluss der sozialdemokratischen Handels- und Wirtschaftsminister der EU zur Zukunft des Investitionsschutzes aufgegriffen was auf Zustimmung von Greenpeace Österreich traf. Greenpeace fordert für einen solchen Gerichtshof fest angestellte Richter, völlige Transparenz des Verfahrens nach den UNCITRAL-Transparenzregeln, ein Klagerecht auch von Staaten gegen Investoren, eine klare Definition der einklagbaren Rechte, eine Vorlagepflicht zum EuGH zur Auslegung von EU-Recht und die Berücksichtigung des Investment Policy Framework for Sustainable Development der UNCTAD. Eine Resolution des EU-Parlaments zu TTIP im Juli 2015 forderte ebenfalls, das bestehende ISDS-System zu ersetzen durch unabhängige Richter, die in öffentlicher Verhandlung entscheiden und deren Urteile von einer Berufungsinstanz geprüft werden.
Die EU-Kommission hat im Herbst 2015 seitens Handelskommissarin Cecilia Malmström einen Vorschlag für eine grundsätzliche Reform des ISDS-Systems präsentiert. Die öffentliche Investitionsgerichtsbarkeit soll danach bilateral aus einem Gericht erster Instanz und einem Berufungsgericht bestehen, Urteile sollen von öffentlich ernannten Richtern mit hoher Qualifikation gefällt werden, die vergleichbar ist mit der von Mitgliedern anderer ständiger internationaler Gerichte wie des Internationalen Gerichtshofs und des WTO-Berufungsgremiums, die Möglichkeiten von Investoren, einen Fall vor das Gericht zu bringen soll genau definiert werden und die möglichen Klagegründe auf Fälle wie gezielte Diskriminierung wegen Geschlecht, Rasse oder Religion, Staatsangehörigkeit, Enteignung ohne Entschädigung oder formelle Rechtsverweigerung festgelegt werden. Das Recht der Regierungen auf Regulierung soll in den Bestimmungen der Handels- und Investitionsabkommen garantiert werden. Die Kommission will den Vorschlag jetzt mit dem Rat und Europäischen Parlament diskutieren. Anschließend soll der Vorschlag als EU-Vorschlag in die Handelsgespräche mit den USA eingehen und auch bei anderen laufenden und künftigen Verhandlungen als Verhandlungsbasis dienen. Am 12. November 2015 gab die Kommission bekannt, dass der Vorschlag der US-Delegation in den TTIP-Verhandlungen präsentiert worden ist. Ob die USA sich auf den Vorschlag einlassen werden, wird von Beobachtern angezweifelt.
Der Vorschlag wurde in einem Papier verschiedener NGOs als „kosmetische Korrektur“ des bisherigen ISDS-Systems bezeichnet, der auf den Kern der Kritik am ISDS-System kaum eingehe. Der Deutsche Richterbund zweifelte in einer Stellungnahme an, dass die EU-Kommission die Kompetenz habe, ein ständiges Investitionsgericht zu schaffen und ob der Vorschlag der Kommission die Unabhängigkeit der Richter eines solchen Gerichtshofs ausreichend sicherstelle. Es sei Aufgabe der Mitgliedstaaten der EU, den Zugang zum Recht auch für ausländische Investoren sicherzustellen. Die Einrichtung eines Investitionsgerichtshofs sei daher der falsche Weg, Rechtssicherheit zu gewährleisten. Der Lobbyverband Businesseurope kritisiert demgegenüber, Teile des Vorschlags könnten es zu sehr erschweren, Schiedsklage zu erheben.
Ende Februar 2016 verkündete die EU-Kommission, dass in CETA anstelle der ursprünglich vorgesehenen ad hoc-Schiedsgerichte ein permanenter multilateraler Investitionsgerichtshof mit Möglichkeit der Berufung eingerichtet wird. Das Gremium soll aus 15 von der EU und Kanada benannten Mitgliedern bestehen, die jeweils in Dreier-Tribunalen über einzelne Fälle entscheiden. Die Mitglieder des Tribunals dürfen nicht als Anwälte oder Sachverständige in anderen Investitionsverfahren auftreten.

## Beispiele für große Investitionsschiedsverfahren

### Nordamerika

#### Kanada
Im Rahmen des nordamerikanischen Freihandelsabkommens NAFTA war es zu verschiedenen Investitionsschiedsverfahren gegen Kanada gekommen, das Land hatte in den letzten zwei Jahrzehnten etliche große Schadenersatzforderungen aus den USA abgelten müssen, und ist das im Rahmen ISDS meistverklagte Industrieland.
Der kanadische CETA-Chefunterhändler erklärte, dass amerikanische Unternehmen zwar mehrfach gegen Kanada geklagt hätten, aber die Summe der Schadenersatzleistungen, zu denen Kanada tatsächlich verurteilt worden sei, über einen Zeitraum von 20 Jahren etwa 150 Mio. US$ betrage und damit „keine sehr negative Wirkung“ gehabt habe. Um 2015 sind noch Prozesse im Ausmaß von 4 Mrd. Euro anhängig.
So verklagt das Fracking-Unternehmen Lone Pine Kanada wegen der Annullierung einer Explorations-Erlaubnis für die Suche nach Gas unter dem Sankt-Lorenz-Strom durch die Provinz Quebec. Lone Pine kann sich auf NAFTA berufen, da das Unternehmen in Delaware eingetragen ist, während sich der tatsächliche Verwaltungssitz im kanadischen Calgary befindet. Die Klagesumme beträgt mindestens 250 Millionen Dollar. Der US-Pharmakonzern Eli Lilly verklagte ebenfalls im Jahr 2013 Kanada auf Zahlung von 500 Millionen US-Dollar, weil ein kanadisches Gericht zwei seiner Patente für ungültig erklärt hat. Das US-Unternehmen Windstream Energy LLC klagt auf 475 Millionen US-Dollar wegen eines Moratoriums für Offshore-Windkraft, das die Provinz Ontario im Februar 2011 erlassen hat.

#### Mexiko
Im Jahr 2009 verklagte das US-Unternehmen Cargill Mexiko wegen mexikanischen Einfuhrbeschränkungen für Maissirup. Das Verfahren wurde nach Erlass eines Schiedsspruchs zur Zahlung von über 77 Millionen US-Dollar im Jahr 2013 gütlich beigelegt.

### Lateinamerika

#### Venezuela
Im Oktober 2014 verurteilte ein ICSID-Schiedsgericht Venezuela zur Zahlung von 1,6 Milliarden Dollar an ExxonMobil als Ausgleich für entgangene Gewinne durch die Verstaatlichung des Förderprojektes „Cerro Negro“ im Jahr 2007. Venezuela hatte zuvor 900 Millionen für die Verstaatlichung gezahlt, was das Schiedsgericht für zu wenig befand. ExxonMobil hatte über 10 Milliarden US-Dollar gefordert. Venezuela hat die ICSID-Konvention im Jahr 2012 gekündigt. Dennoch sind weiterhin über 20 Verfahren anhängig, darunter eine Klage über mehr als 30 Milliarden US-Dollar von ConocoPhillips.

#### Ecuador

##### Occidental Petroleum
Im Oktober 2012 erließ ein ICSID-Tribunal einen Schiedsspruch, der Ecuador zur Zahlung von 2,3 Milliarden US-Dollar an Occidental Petroleum verpflichtete. Ecuador hatte einen Lizenzvertrag mit dem Ölunternehmen für ein Ölfeld gekündigt, nachdem dieses unter Verstoß gegen ecuadorianisches Recht einen Teil seiner Rechte an dem Feld an ein anderes Unternehmen übertragen hatte ohne die Zustimmung des ecuadorianischen Energie-Ministers einzuholen. Das Tribunal erklärte die Kündigung für unverhältnismäßig und damit für eine Verletzung des Anspruchs von Investoren auf einen fairen und gerechten Umgang („fair and equitable treatment“) aus dem US-Ecuador-Investitionsschutzabkommen, das Völkergewohnheitsrecht und ecuadorianisches Recht. Es handelte sich um den bis dahin höchsten Schiedsspruch in der Geschichte der ICSID. Ecuador hat nach den ICSID-Regeln Antrag auf Aufhebung des Schiedsspruchs gestellt. Im November 2015 senkte das Annulment Committee der ICSID den Schadensersatzanspruch um 700 Mio. US-Dollar und erhielt den Schiedsspruch im Übrigen aufrecht. Laut dem früheren ecuadorianischen Energieminister konnte Ecuador durch Kündigung des Vertrags Mehreinnahmen verbuchen, die ein Mehrfaches des zugesprochenen Schadensersatzes betragen.

##### Chevron

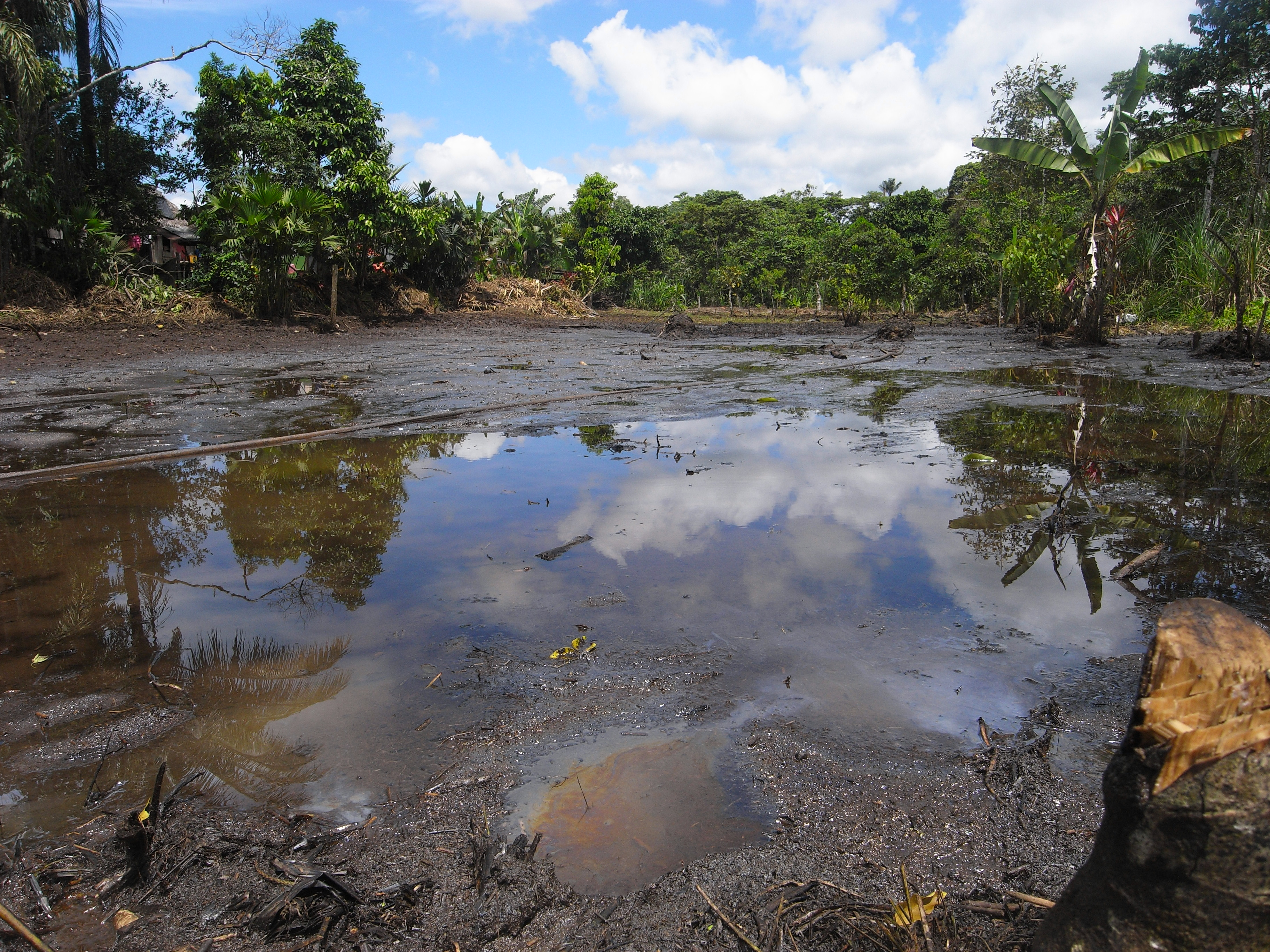
Ölverschmutzung in Lago Agrio 2007

Die Zeit bezeichnete die Klage Chevrons gegen Ecuador 2014 als vielleicht „aufsehenerregendste Klage der internationalen Investoren-Gerichtsbarkeit.“ Chevron verklagte Ecuador, nachdem es selbst zuvor von Gerichten des Staates Ecuador zu 9,5 Milliarden Dollar Schadenersatz verurteilt worden war. Gegenstand der Klage waren massive Umweltschäden, die Texaco mit der staatlichen Firma Petroecuador zwischen den 1960er Jahren und 1992 verschuldet haben soll. Texaco wurde 2001 von Chevron aufgekauft. Texaco hatte angeblich 70 Milliarden Liter toxischer Stoffe und 900 kontaminierte Müllhalden verursacht. Chevron berief sich auf eine Zahlung Texacos von 1995. Ein Gericht in New York befand Anfang März 2014, dass die Anwälte der Kläger die Verhandlungen in Ecuador durch Bestechung und gefälschte Beweise beeinflusst hätten. Deshalb dürften sie zumindest in den USA keine Schadenersatzforderungen gegen Chevron durchsetzen.

#### Uruguay
Der amerikanische Tabakkonzern Philip Morris International klagte 2010 vor einem ICSID-Schiedsgericht gegen Uruguay wegen einer Verschärfung der Nichtraucherschutzgesetze auf Schadensersatz in Höhe von 25 Millionen US-Dollar. Die Klage wurde 2016 abgewiesen. Eine ähnliche Klage gegen Australien wurde 2015 wegen fehlender Zuständigkeit des Schiedsgerichts abgewiesen.

### Europa

#### Deutschland
Das schwedische Energieunternehmen Vattenfall hat im April 2009 vor einem ICSID-Schiedsgericht Klage wegen Umweltauflagen der Stadt Hamburg eingereicht, die dem Unternehmen im Zuge der Genehmigung zur Errichtung des Kohlekraftwerks Moorburg gemacht wurden. Das Verfahren endete ohne Schiedsspruch durch einen Vergleich.
2012 klagte Vattenfall wieder vor einem ICSID-Schiedsgericht auf Schadensersatz für unnütze Aufwendungen und entgangenen Gewinn durch den Atomausstieg nach der Nuklearkatastrophe von Fukushima. Die zu entscheidende Frage ist, ob Deutschland das Gebot des „Fair and Equitable Treatment“ des Energiecharta-Vertrages verletzt hat, indem die deutsche Regierung den Atomkonsens aufgekündigt hat.

#### Russland
Das bisher größte Investitionsschiedsverfahren wurde von den ehemaligen Mehrheitsanteilseignern des russischen Öl- und Gaskonzerns Yukos gegen die Russische Föderation geführt. 2014 wurde den Klägern dort für die Zerschlagung des Konzerns Schadensersatz in Höhe von über 50 Milliarden US-Dollar zugesprochen. Rechtsgrundlage war auch hier der Vertrag über die Energiecharta.
Die Urteile des Schiedsgerichts wurden am 20. April 2016 von einem staatlichen Gericht in Den Haag aufgehoben. Auf die Berufung der Kläger entschied das Berufungsgericht Den Haag am 18. Februar 2020 zu deren Gunsten. Damit sind die Schiedssprüche aus dem Jahr 2014 wieder in Kraft.

#### Rumänien
Das kanadische Bergbau-Unternehmen Gabriel Resources verklagte 2015 Rumänien wegen der Blockierung eines Goldabbau-Projektes in Roșia Montană auf Entschädigungszahlungen vor einem ICSID-Tribunal. Gabriel Resources hatte im Vorfeld Schadensersatzansprüche von bis zu vier Milliarden US-Dollar genannt.

#### „Solar Claims“
Im März 2016 waren insgesamt 39 Investitionsschiedsverfahren wegen der Rücknahme von Subventionen und Einspeisevergütungen für Solaranlagen in verschiedenen europäischen Ländern im Rahmen der Finanzkrise anhängig. 27 dieser Fälle betreffen Spanien, sieben die Tschechische Republik und fünf Italien.